# Vaccinium garrettii
Vaccinium garrettii är en ljungväxtart som beskrevs av William Grant Craib. Vaccinium garrettii ingår i Blåbärssläktet, och familjen ljungväxter. Inga underarter finns listade i Catalogue of Life.